# Karlsbach (Gemeinde St. Martin-Karlsbach)
Karlsbach ist ein Dorf in der gleichnamigen Katastralgemeinde am nördlichen Rand des Ybbsfeldes im niederösterreichischen Mostviertel. Es gehört zur Marktgemeinde Sankt Martin-Karlsbach, Die Ortschaft hat 239 Einwohner (Stand 1. Jänner 2024).

## Lage
Karlsbach liegt südöstlich von St. Martin am Ybbsfelde an der Mündung des Martinsbachs in den Karlsbach.

## Geschichte
Laut Adressbuch von Österreich waren im Jahr 1938 in der Ortsgemeinde Karlsbach ein Binder, ein Gastwirt, ein Gemischtwarenhändler, eine Hebamme, ein Schmied, ein Schuster, ein Tischler, ein Wasenmeister und einige Landwirte ansässig. Bis 1970 war Karlsbach eine eigenständige Gemeinde, zu der neben dem Dorf Karlsbach auch die Ortschaft Ennsbach und die Rotte Pfaffenberg gehörten, bis sie im Zuge der niederösterreichischen Gemeindereform mit St. Martin am Ybbsfelde zusammengelegt wurde.

## Schloss
1160 wurde Karlsbach gleichzeitig mit dem dort befindlichen Schloss erstmals erwähnt. Vom einst mächtigen Schloss sind heute noch bedeutsame Reste erhalten. Es befindet sich in Privatbesitz und kann nur von außen besichtigt werden. Ein Wahrzeichen des Ortes ist der an der Landesstraße liegende Glockenturm auf dem 15 Meter hohen Taborberg.
Das Stift ist eine Region außerhalb des Dorfes. Früher befanden sich dort die drei Bauernhäuser Lang, Klinger und Gruber. Heute ist es beinahe mit dem Ortszentrum zusammengewachsen.